# 31-я химическая танковая бригада (1-го формирования)
31-я химическая танковая бригада (31-я хтбр) — воинское соединение химических войск в Красной Армии Вооружённых Сил СССР.

## История
Весной 1938 года 2-я моторизованная химическая дивизия переформирована в 31-ю химическую танковую бригаду.
Бригада формировалась в Приволжском военном округе, дислоцировалась в г. Вольске. Летние лагеря бригады находились в  Тоцкое.,
На вооружении дивизии были танки:
- ХТ-26\БХМ-3 — советские лёгкие химические (огнемётные) танки, созданные на базе лёгкого танка Т-26. Выпускались они несколькими сериями в период с 1932 по 1936 год. Имели вооружение: огнемёт в пулемётной башне на месте пушки. Рядом находился спаренный с огнемётом пулемёт. На корпусе установлено оборудование для распыления химических веществ. В строю они находились долгое время, достаточно успешно применялись в военном походе в восточные районы Польши - Западную Украину 1939 года, в советско-финляндской войне 1939-1940 годов (Зимней войне) и на начальном этапе Великой Отечественной войны 1941-1945 годов советского народа против Германии. Эксплуатация этой модели в войсках выявила недостатки и по этой причине конструкторы начали поиск новых решений.

- ХТ-130 (ОТ-130) — советский лёгкий химический (огнемётный) танк, массовый танк межвоенного периода. Спроектирован на базе танка Т-26 обр.1933 г. Имел вооружение: огнемёт в башне на месте пушки. Рядом находился спаренный с огнемётом пулемёт. На корпусе установлено оборудование для распыления химических веществ. В 1936 году был поставлен на производство. В 1936 - 1939 годах промышленность изготовила 401 ОТ-130.

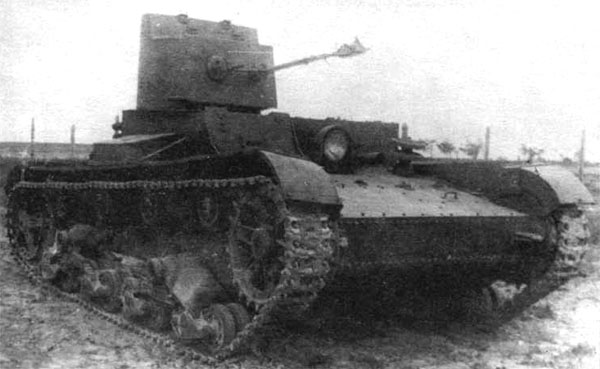
Химический танк ХТ-26

22 июня 1938 года  помощником командира бригады назначен полковник И. Г. Цибин.
В июне 1938 года Врид помощника командира бригады по технической части был полковник Н. М. Никифоров. Никифоров в РККА с 1918 г. Стрелок 7-й сотни 1-го Советского Тверского полка. Затем  командир отделения, командир взвода, помощник командира роты, командир роты, …, 27-й стрелковой дивизии. С мая 1932 г. слушатель курсов переподготовки при Ленинградских бронетанковых курсов усовершенствования командного состава. С сентября 1932 г. командир танкового батальона 27-й стрелковой дивизии. С февраля 1936 г. слушатель академических курсов при Военной академии моторизации и механизации. С ноября 19 36 г. снова командир танкового батальона 27-й стрелковой дивизии. С февраля 1937 г. слушатель курсов при академии химической защиты. С февраля 1938 г. командир 4-го моторизованного химического полка 2-й моторизованной химической дивизии. С июня 1938 г. врид помощника командира 31-й химической танковой бригады по технической части.
В 1938 году начальником штаба бригады назначен подполковник В. П. Крымов. Крымов в Красной Армии с 1921 года. Службу начал курсантом Борисоглебских кавалерийских курсов. В 1932 году становится танкистом - помощником начальника штаба 9-го механизированного полка 9-й кавалерийской дивизии. В 1936 году окончил Военную академию им. Фрунзе. С ноября 1936 по 1937 год начальник штаба 4-го моторизованного полка (огнемётного) 2-й моторизованной химической дивизии.
Начальником политотдела бригады был полковой комиссар В. А. Туманов.
В военное время предполагалось укомплектовать бригаду 144  лёгкими огнемётными танками БХМ-3 (Т-26), 36 лёгкими огнемётными танками ХТ-26 с радиостанцией, 36 лёгкими танками Т-26 с 45-мм противотанковой пушкой с радиостанцией.
1 июля 1938 года бригада получила лёгких огнемётных танков БХМ-3 (Т-26) из 178 штук 31 штуку, лёгких огнемётных танков ХТ-26 с радиостанцией из 20 штук ни одного, лёгких  танков Т-26 с 45-мм противотанковой пушкой с радиостанцией из 22 штук ни одного, бронеавтомобилей БА-6 (линейных) из 20 штук ни одного, бронеавтомобилей БА-6 с радиостанцией из 3 штук ни одного, бронеавтомобилей БА-20 из 5 штук ни одного, химических танкеток ХТ-37 было 4 штуки сверх штата, химических танкеток ХТ-27 было 2 штуки сверх штата.
19 августа 1938 года помощник командира бригады по технической части полковник Н. М. Никифоров освобождён от должности.
19 сентября 1938 года  помощник командира бригады полковник И. Г. Цибин освобождён от занимаемой должности.
Начальником политического отдела бригады до 11 декабря 1939 года был полковой комиссар В. А. Туманов.
С декабря 1939 года начальником политотдела бригады назначен батальонный комиссар И. Ф. Захаренко.
В 1940 году начальник штаба бригады подполковник В. П. Крымов назначен начальником пехоты 53-й стрелковой дивизии.
17 декабря 1939 года командиром бригады назначен полковник И. Г. Цибин.
20 июля 1940 года командир бригады полковник И. Г. Цибин был освобождён от должности. Бригада подлежала расформированию в июле 1940 года. Её части убывали на доукомплектование танковых соединений.

## Полное название
31-я химическая танковая бригада

## Подчинение
| Дата                      | Фронт                     | Армия | Корпус | Примечания |
| ------------------------- | ------------------------- | ----- | ------ | ---------- |
| 1938 год – лето 1940 года | Приволжский военный округ |       |        |            |

## Командование
Состав командования бригады:
- Командир бригады полковник Иван Григорьевич Цибин (17.12.1939 — 20.07.1940)
- Помощник командира бригады полковник Иван Григорьевич Цибин (22.06.1938 — 19.09.1938)
- Помощник командира бригады по технической части полковник Николай Матвеевич Никифоров, (врид; июнь 1838 — 19.08.1939)[3]
- Начальник штаба бригады подполковник Василий Петрович Крымов (1938—1940)[3]
- Начальник политотдела бригады полковой комиссар Василий Андреевич Туманов (до 11.12.1939)
- Начальник политотдела бригады батальонный комиссар Илья Фёдорович Захаренко

## Состав
- Управление бригады
- 194-й отдельный танковый батальон
- 221-й отдельный танковый батальон
- 224-й отдельный танковый батальон
- 227-й отдельный танковый батальон
- Подразделения обеспечения